# Humbercourt
Humbercourt je francouzská obec v departementu Somme v regionu Hauts-de-France. V roce 2012 zde žilo 257 obyvatel.

## Poloha obce
Obec leží u hranic departementu Somme s departementem Pas-de-Calais. Sousední obce jsou: Coullemont (Pas-de-Calais), Couturelle (Pas-de-Calais), Lucheux, Sus-Saint-Léger (Pas-de-Calais) a Warluzel (Pas-de-Calais).

## Vývoj počtu obyvatel
Počet obyvatel